# لويس لاباستيدا
لويس لاباستيدا (بالإسبانية: Luis Labastida)‏ هو لاعب كرة قدم مكسيكي في مركز الهجوم، ولد في 11 أبريل 1975 في المكسيك. لعب مع مونتريال إمباكت.